# Nesset
Nesset es un municipio de la provincia de Møre og Romsdal, situado en la península de Romsdal, Noruega. Su centro administrativo es Eidsvåg. Nesset fue establecido como un municipio el 1 de enero de 1838 (véase formannskapsdistrikt). Eresfjord og Vistdal fue separado de Nesset el 1 de enero de 1890, pero se fusionó con Nesset el 1 de enero de 1964. Tiene una población de 2970 habitantes según el censo de 2016.
Mardalsfossen, una de las más altas cascadas de Noruega, una atracción durante la temporada turística, se encuentra aquí.

## Nombre
El municipio (originariamente la parroquia) recibe su nombre de la antigua granja (o vicariato) de Nesset (llamada "Nødesetter" en 1520). El primer elemento es probablemente nes lo que significa "cabos" (ya que la granja queda sobre un cabo prominente) y el´último elemento es setr o sætr que significa "granja". Antes de 1889, el nombre se escribía Næsset.

## Blasón
El blasón es de tiempos modernos. Se le concedió el 10 de marzo de 1986. La línea gris quebrada simbolida las dos caídas en una de las más altas cascadas de Europa, el Mardalsfossen, que se encuentra en el municipio. El diseñador fue Olav Sandø, de Eidsvåg.

## Ornitología
Desde las orillas del fiordo, hasta las montañas que se ciernen a más de 1800 metros sobre el nivel del mar, la comunidad rural de Nesset ofrece al ornitólogo visitante una amplitud de hábitats y varias zonas interesantes. Una zona que merece probarse es Eidsvågleirene. Aunque la selección de especies no será alta, se pueden encontrar varias de las especies comunes. La garza real es una especie característica en la zona, junto con el ánade real.